# Twierdzenie Gelfonda-Schneidera
Twierdzenie Gelfonda-Schneidera – twierdzenie teorii liczb, które pozwala stwierdzić, że liczby pewnej postaci (opisanej w twierdzeniu) są liczbami przestępnymi. Udowodnione po raz pierwszy w roku 1934 przez Aleksandra Gelfonda i niezależnie w roku 1935 przez Theodora Schneidera. Jest rozwiązaniem 7. problemu Hilberta.
Uogólnieniem tego twierdzenia na skończone iloczyny potęg jest twierdzenie Bakera, za które autor otrzymał medal Fieldsa w 1970 r.

## Twierdzenie
Jeżeli {\displaystyle \alpha \ (\alpha \neq 0,\ \alpha \neq 1)} i {\displaystyle \beta } są liczbami algebraicznymi, {\displaystyle \beta } nie jest liczbą wymierną, to każda wartość {\displaystyle \alpha ^{\beta }} jest liczbą przestępną.
Uwagi
- {\displaystyle \alpha } i {\displaystyle \beta } nie muszą być liczbami rzeczywistymi – w ogólności mogą być liczbami zespolonymi.
- W ogólności {\displaystyle \alpha ^{\beta }=\exp\{\beta \log \alpha \},} gdzie „log” oznacza logarytm zespolony, może przyjmować kilka wartości. To właśnie oznacza zwrot „każda wartość”.
- Równoważnie można sformułować twierdzenie Gelfonda w sposób następujący:

jeżeli {\displaystyle \alpha ,\ (\alpha \neq 0,\ \alpha \neq 1)} oraz {\displaystyle \gamma } są różnymi od zera liczbami algebraicznymi, to {\displaystyle (\log \gamma )/(\log \alpha )} jest albo liczbą wymierną, albo przestępną.
- Pominięcie wymogu, by {\displaystyle \beta } było liczbą algebraiczną sprawia, że twierdzenie przestaje być prawdziwe: jeśli np. {\displaystyle \alpha =3} i {\displaystyle \beta =\log 2/\log 3} (jest to liczba przestępna), to {\displaystyle \alpha ^{\beta }=2} jest liczbą algebraiczną. Pełny opis wartości tych {\displaystyle \alpha } i {\displaystyle \beta ,} dla których {\displaystyle \alpha ^{\beta }} jest liczbą przestępną nie jest znany.

## Zastosowania
Bezpośrednio z twierdzenia Gelfonda wynika, że następujące liczby są przestępne:
- Stała Gelfonda-Schneidera: {\displaystyle 2^{\sqrt {2}}} oraz liczba {\displaystyle {\sqrt {2}}^{\sqrt {2}}.}
- Stała Gelfonda: {\displaystyle e^{\pi }=\exp\{-i\,\log(-1)\}} jest jedną z wartości {\displaystyle (-1)^{-i}.}